# Tears Getting Sober
Tears Getting Sober är en låt av den bulgariska sångerskan och låtskrivaren Victoria. Låten är skriven av Victoria själv tillsammans med Borislav Milanov, Cornelia Wiebols och Lukas Oscar Janisch. Låten är inspirerad av Milanovs upplevelser när han höll ett låtskrivarläger, där låten så småningom skrevs. Den handlar om psykiska problem och motiverar människor att kämpa sig igenom sina problem, även om de måste göra det helt själva.
Låten var planerad att representera Bulgarien i Eurovision Song Contest 2020 i Rotterdam, Nederländerna, efter att ha blivit internt utvald av den nationella sändaren BNT. Tävlingen ställdes dock senare in på grund av coronaviruspandemin. Efter att låten släpptes ledde låten oddsen för att vinna tävlingen fram till det att tävlingen ställdes in.

## Eurovision Song Contest
Låten var planerad att representera Bulgarien i Eurovision Song Contest 2020, efter att Victoria internt valts ut av den nationella TV-bolaget, BNT. Bulgarien lottades till att uppträda i den andra semifinalen, som skulle hållas den 14 maj 2020, och var planerad att uppträda med startnummer 17 i andra halvan av semifinalen.
I mars 2020 ställde Europeiska radio- och TV-unionen (EBU) in tävlingen på grund av den kraftiga spridningen av Covid-19. Strax därefter tillkännagavs det att Victoria istället skulle representera landet i Eurovision Song Contest 2021. Däremot kom inte Tears Getting Sober att bli hennes tävlingsbidrag, utan istället behövde en ny låt skrivas för 2021 års tävling.